# اما تایگر شوایگر
اما تایگر شوایگر (زاده ۲۶ اکتبر ۲۰۰۲)، همچنین به عنوان اما شوایگر شناخته می‌شود. او بازیگر کودک آلمانی-آمریکایی متولد لس آنجلس آمریکا است و یکی از جوانترین بازیگران آلمانی است که به کمک پدرش با بازی در فیلم Keinohrhasen (به انگلیسی: Rabbit Without Ears)به کارگردانی پدرش شناخته شد.
اما تایگر شوایگر با فیلم ذهن سفید (به انگلیسی: Head Full of Honey)در تلویزیون ایران دیده شد.

## خانواده
او جوانترین عضو خانوادهٔ خود است و با مادر خود دنا شوایگر در هامبورگ آلمان زندگی می‌کند. زبان اصلی اما شوایگر آلمانی است.

## فیلم شناسی
اما تایگر شوایگر در سال ۲۰۰۹ دو فیلم به نام‌های Männerherzen و Zweiohrküken بازی کرد.
او در سال ۲۰۱۱ در مجموعهٔ کوکوو با کارگردانی و بازیگری پدرش بازی کرد در این داستان او با نام ماگدالنا بازی موفقی داشت. در سال ۲۰۱۳ فیلم Kokowääh 2 منتشر شد.